# El Líbano (Panamá)
El Líbano es un corregimiento del distrito de Chame en la provincia de Panamá Oeste, República de Panamá. La localidad tiene 200 habitantes (2010).